# Sopa de letras

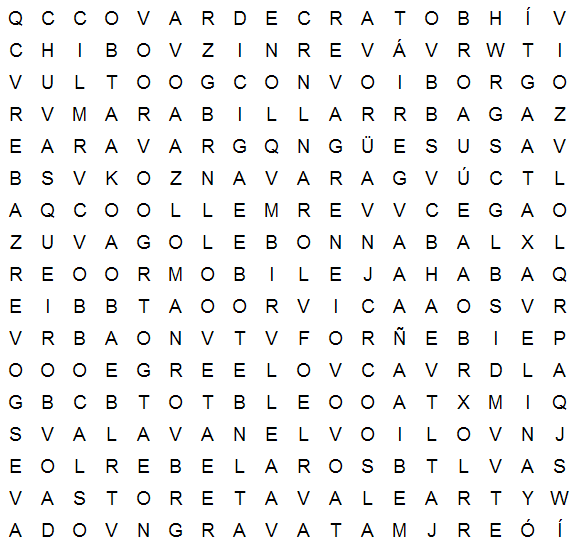
Sopa de letras

Una sopa de letras es un pasatiempo que fue inventado por Pedro Ocón de Oro.Consiste en una cuadrícula u otra forma geométrica rellena con diferentes letras para formar un juego de palabras.

## Estructura
La sopa de letras es un juego que consiste en descubrir un número determinado de palabras enlazando estas letras de forma horizontal, vertical o diagonal y en cualquier sentido, tanto de derecha a izquierda como de izquierda a derecha (lo que implica la posibilidad de que algunas palabras se hallen deletreadas al revés), y tanto de arriba abajo, como de abajo arriba. En el juego vienen algunas instrucciones o pistas de cómo encontrar las palabras y un listado de palabras.
Las palabras a encontrar en cada juego pueden englobarse dentro de una temática concreta.
Tiene filas y columnas entrelazadas de máximo 10 filas y 21 columnas. En cada celda se encuentra una letra que, al unirla con una o más celdas, forman una palabra de un tema en común o no.
Una variante del juego es la sopa numérica, en la cual en lugar de letras son números y consiste en hallar cifras en lugar de palabras.